# Colado centrífugo
Se conoce como colado centrífugo o colada centrífuga a uno de los métodos de colado en el que se utiliza la acción de la fuerza centrífuga sobre una fundición líquida para que esta se deposite de una forma uniforme y adecuada al estudio previo del molde. Aunque hay diferentes métodos para este tipo de colada, todos se basan en un molde girando a una alta velocidad.
Es muy adecuada en la fabricación de piezas no macizas, la parte coincidente con el eje de giro será principalmente donde no se depositará el material. Aunque es muy recomendable que los moldes usados sean simétricos para que no haya fluctuaciones en la velocidad de giro, sí se pueden dar moldes donde la simetría no sea completa.

## Colado centrífugo real
En fundición centrífuga, un molde permanente se hace girar alrededor de su eje a gran velocidad, mientras el metal fundido se vierte. La gran velocidad hace que el metal adopte la forma de la cavidad del molde.
El metal fundido es arrojado centrífugamente hacia el interior de la pared del molde, donde se solidifica después de la refrigeración. El colado por lo general es colado de grano fino con un fino diámetro exterior, que es resistente a la corrosión atmosférica, una situación típica con tuberías. El diámetro interior tiene más impurezas e inclusiones, que pueden ser maquinadas.
Se pueden producir formas cilíndricas con este proceso con límites de hasta 3 metros (10 pies) de diámetro y 15 m (50 pies) de longitud. El grosor de la pared puede ir de 2,5 mm a 125 mm (0,1 - 5,0). Las tolerancias que puede aceptar el OD puede ser hasta de 2,5 mm (0,1) y en la ID puede ser 3,8 mm (0,15). El acabado superficial oscila entre 2,5 mm a 12,5 mm (0,1 - 0,5) rms. 
Los materiales típicos que pueden ser emitidos con este proceso son hierro, acero, aceros inoxidables y aleaciones de aluminio, cobre y níquel. Dos materiales pueden ser emitidos por la introducción de un segundo material durante el proceso. Algunos objetos típicamente realizados por este proceso son tuberías, calderas, recipientes a presión, volantes, camisas de cilindro y otras partes que son axi-simétricas.
Existen dos tipos principales basados en el eje de giro.
- Fundición centrífuga horizontal: Este método es el más usado, requiere que la velocidad de rotación sea lo suficientemente elevada, de lo contrario el material fundido "lloverá" dentro de la cavidad.[1]
- Fundición centrífuga vertical: Este método permite que la acción de la gravedad haga que la base del material sea más gruesa que la parte superior.[1]

## Semicentrífugo
Los moldes utilizados pueden ser permanentes o fungibles, se puede apilar, según sea necesario. Las velocidades de rotación son más bajas que las utilizadas en fundición centrífuga real. En lugar de piezas tubulares se utiliza para la creación de poleas y ruedas. El resultado de este proceso más lento hace que la densidad de la pieza en el centro del eje sea menor que en los bordes y por tanto, sólo es adecuada para las partes en las que el centro de fundición será eliminado, por ello este proceso se utiliza para hacer ruedas, boquillas y piezas similares donde el eje de la pieza se retira para mecanizados posteriores.

## Centrifugado
Mecánicamente similar al anterior, no obstante este proceso es para piezas pequeñas que no requieren simetría radial. En este método, el molde tiene cavidades hacia afuera del eje de rotación en donde el metal fundido se distribuye por medio de la fuerza centrífuga, dichas cavidades son las que forman el fundido final deseado.